# 圣玛尔定堂 (锡拉库萨)
圣玛尔定堂（San Martino）是一座罗马天主教教堂，哥特式建筑和巴洛克建筑风格，位于意大利西西里锡拉库萨古城中心奥提伽岛的圣玛尔定街。
圣玛尔定堂供奉都尔的玛尔定。这个地点早在6世纪已建有教堂或小堂，因此是西西里岛最早的教堂之一。此后曾多次重建，但留下的资料很少。半圆形后殿似乎有最早教堂的痕迹。哥特式尖拱大门似乎可以追溯到14世纪30年代，当时西西里岛处于阿拉贡人的统治之下。目前尚不清楚门上方风化的标签上写着什么。
然而，据推测，1693年的地震摧毁了屋顶、立面的上部，以及玫瑰窗。1915年，利用旧玫瑰窗的残余痕迹，并利用附近的圣若望堂的一扇窗户，安装了一座新的玫瑰窗。 
堂内有一件多联画屏，由一位16世纪的不知名画家绘制，描绘《圣母子与玛齐亚诺、路济亚》、《十字架》和《圣母领报》。 两侧祭坛分别供奉圣阿马托雷、海伦、君士坦丁、St Aloe, 还有一座供奉所有圣徒。正祭台下面是圣文生的圣髑，取自罗马的加理多墓窟。